# De Graeff
Os De Graeff (Graef, Graeff, De Graef, De Graaff, De Graeff van Polsbroek) são uma poderosa família patrícia e nobre da Holanda, originária de Amsterdã, cujo poder surgiu durante a época da Idade de Ouro Holandesa e das Províncias Unidas. A família atingiu o pico na Século de Ouro dos Países Baixos.

## Cronologia

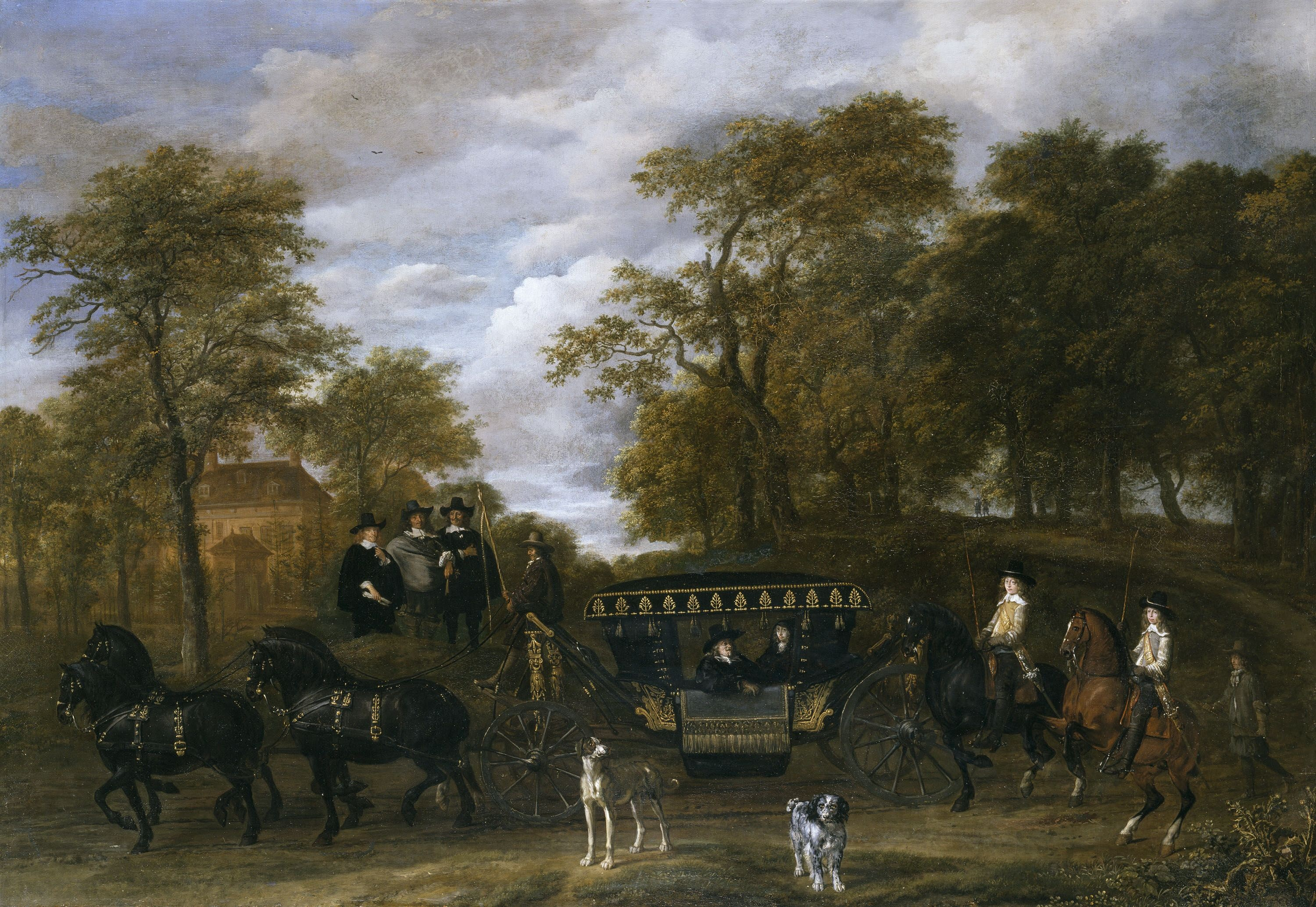
A família De Graeff em frente a Soestdijk (pintura de Jacob van Ruisdael e Thomas de Keyser, 1656/1660, National Gallery of Ireland)

A família Graeff pode ter descendido do nobre austríaco Wolfgang von Graben († 1521).  O filho dele Peter von Graben aka Pieter Graeff (*~1450/1460) é o primeiro membro reconhecido da família. A família De Graeff é uma importante família regente de Amsterdã, à qual deram várias figuras influentes dos séculos XVI a XVIII, em particular os regentes e prefeitos Cornelis de Graeff e Andries de Graeff, que eram próximos de Johan de Witt política e familiarmente. Devido ao poder de Amsterdã, Cornelis e Andries de Graeff foram uma das pessoas mais influentes nas Províncias Unidas durante o período sem governador (1650-1672). As famílias De Graeff e Bicker foram proeminentes apoiadores do fim da guerra com a Espanha, que terminou em 1648 com a Paz de Munster. Durante a  Século de Ouro dos Países Baixos, a família De Graeff favoreceu a arte e teve patrocínios sobre os artistas Rembrandt, Jacob van Ruisdael, Govert Flinck, Gerard de Lairesse e Gerard ter Borch. Os De Graeff foram considerados uma das forças motrizes por trás da posição de Amsterdã como o centro da política, do humanismo e da cultura da época.

### Nobreza e propriedades

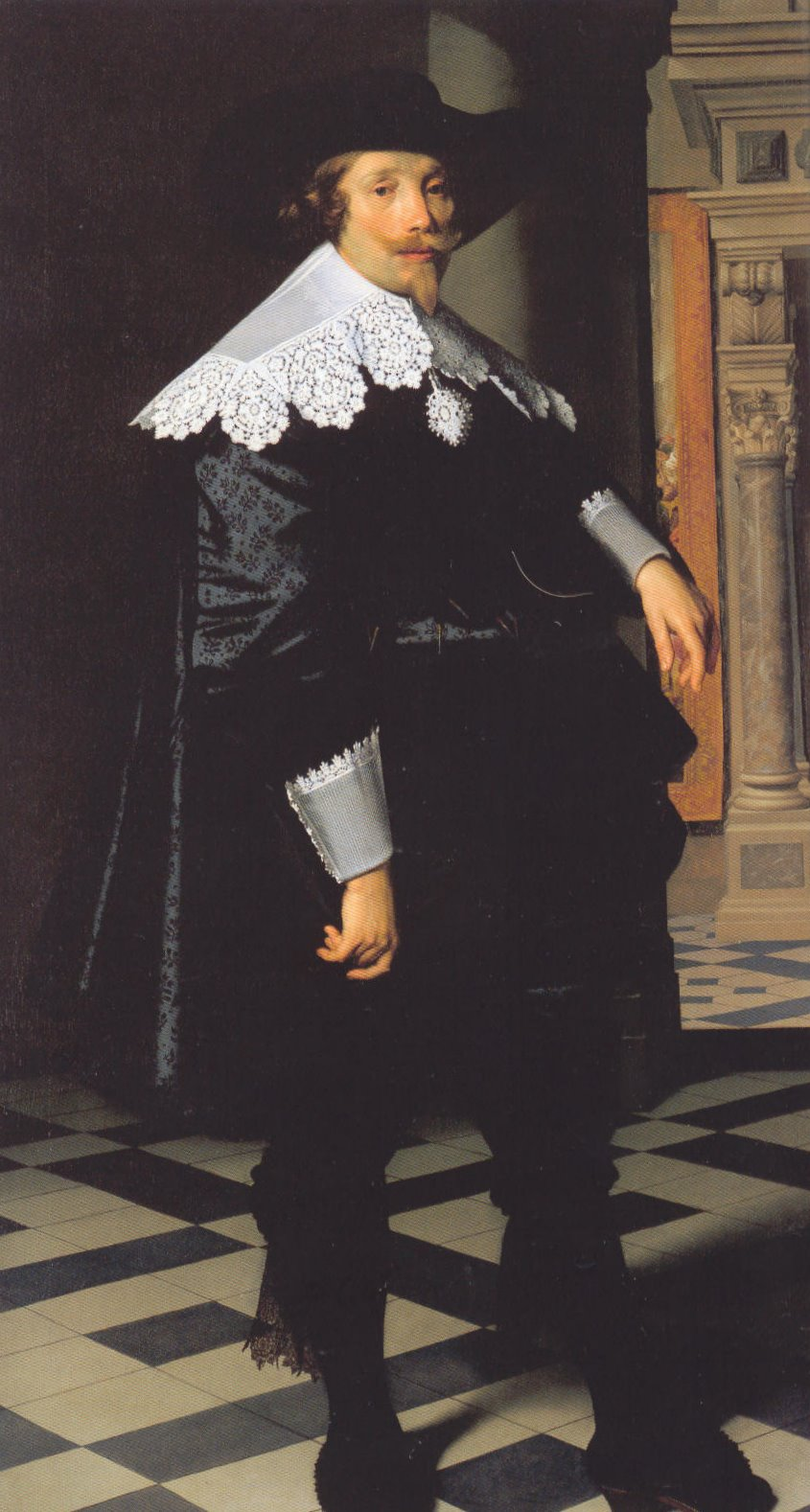
Cornelis de Graeff, liebre senhoria de Zuid-Polsbroek

Apesar de sua provável descendência da nobre família Von Graben, as família Graeff e De Graeff pertencia às famílias patrícias holandesas. Em 1610 Jacob Dircksz de Graeff comprou o liebre senhoria de Zuid-Polsbroek e em 1678 seu neto Jacob de Graeff herdou o alta e liebre senhoria de Purmerland e Ilpendam. No século XVIII, o alta e liebre senhoria Jaarsveld também era propriedade da família. Andries de Graeff e seu filho Cornelis (1650-1678) foram criados Cavaleiros do Sacro Império Romano em 1677 por causa de sua descendência da Casa de Von Graben, ambos morreram em 1678.
Quando o Reino dos Países Baixos Unidos foi fundado em 1815, a família De Graeff não recebeu reconhecimento nem elevação à nova nobreza holandesa, segundo o historiador e arquivista holandês Bas Dudok van Heel: Em Florença, famílias como Bicker e De Graeff teriam sido príncipes sem coroa. Aqui eles deveriam ter sido levados pelo menos ao posto de conde em 1815, mas a nobreza do sul da Holanda não teria tolerado isso. O que você conseguiu aqui não foi nada pela metade e nada.
Em 1885, Dirk de Graeff van Polsbroek foi feito um Jonkheer.

### Linhagem (seleção)
- Wolfgang von Graben († 1521)
  - Peter von Graben aka Pieter Graeff (* 1450/1460) → progenitor de "(De) Graeff" (Holanda)[10]
    - Jan Pietersz Graeff (antes 1512-1553)
      - Lenaert Jansz de Graeff (1530/35-1578)
        - Dirk Reynier de Graeff (nomeado 1596) → suposto progenitor de "De Graaff" (Holanda, Prússia)[4]

      - Dirk Jansz Graeff (1532-1589) 
        - Jacob Dircksz de Graeff (1570-1638) → progenitor de "De Graeff van Polsbroek" (Senhores Livres de Zuid-Polsbroek, Purmerland e Ilpendam)
          - Cornelis de Graeff (1599-1664)
            - Pieter de Graeff (1638-1707)
              - Johan de Graeff (1673-1714)
                - Gerrit de Graeff (1711-1752)
                  - Gerrit II de Graeff (1741-1811)
                    - Gerrit III de Graeff (1766-1814)
                      - Gerrit IV de Graeff (1797-1870)
                        - Gerrit Arnold Theodoor de Graeff (1831–1889) → progenitor de uma linhagem na África do Sul[11]
                        - Dirk de Graeff van Polsbroek (1833-1916)
                          - Andries Cornelis Dirk de Graeff (1872-1958)

          - Andries de Graeff (1611-1678)

      - Jacob Jansz Graeff († ca 1580) → progenitor de uma linha holandesa e uma linha ilegítima[12] [inclui Matthias Laurenz Gräff (* 1984), artista e político austríaco[13]]

## Associação familiar
A Associação familiar global Gräff-Graeff ("Familienverband Gräff-Graeff e.V.") foi fundada em 2013 como uma associação registrada na Áustria. A associação familiar serve para a comunicação, pesquisa e reunificação das famílias Graeff, presumíveis descendentes naturais do nobre austríaco Wolfgang von Graben. O presidente é Matthias Laurenz Gräff da Áustria. A presidência e administração da unidade familiar não devem ser confundidas com o papel de chefe de toda a família e dos seus diversos ramos.
| Presidente                      | Brazão | País    | Início do período | Fim do período |
| ------------------------------- | ------ | ------- | ----------------- | -------------- |
| Matthias Laurenz Gräff (* 1984) |        | Áustria | 2013              | /              |

## Externe Deixou
- Graeff Forschung (alemão)

## Literatura
- P. de Graeff (P. Gerritsz de Graeff e Dirk de Graeff van Polsbroek): Genealogie van de familie De Graeff van Polsbroek. Amsterdam 1882.
- J. H. de Bruijn: Genealogie van het geslacht De Graeff van Polsbroek 1529/1827. De Bilt, 1962–63.
- W.J.C.C. Bijleveld: De Herkomst der familie De Graeff. In: Nederlandsch Archief voor Genealogie en Heraldik. 1938–1939.
- W.H. Croockewit: Genealogie van het geslacht 'de Graeff'; samengesteld uitsluitend uit gegevens uit het Archief dier Familie. In: De Nederlandsche Leeuw. Jahrgang 16, 1898.
- Elias: De Vroedschap van Amsterdam 1578–1795. 1904.
- S.A.C. Dudok van Heel: Van Amsterdamse burgers tot Europese aristocraten. Band 2, 2008.
- Jonathan Israel: The dutch Republic - It’s Rise, Greatness, and Fall - 1477–1806. Clarendon Press, Oxford 1995, ISBN 978-0-19-820734-4
- S.A.C. Dudok van Heel: Op zoek naar Romulus & Remus. Een zeventiende-eeuws onderzoek naar de oudste magistraten van Amsterdam. In: Jaarboek Amstelodamum. 1995, S. 43–70.
- Kees Zandvliet: De 250 rijksten van de Gouden Eeuw - Kapitaal, macht, familie en levensstijl. Nieuw Amsterdam Uitgevers, Amsterdam 2006.
- P. Burke: Venice and Amsterdam. A study of seventeenth-century élites. 1994.